# Irene Falcón
Irene Lewy Rodríguez, eher bekannt als Irene Falcón (* 27. November 1907 in Madrid; † 19. August 1999 in El Espinar oder Madrid) war eine spanische Journalistin, Feministin und persönliche Assistentin von Dolores Ibárruri (1895–1989).

## Biografie

### Jugend und Ausbildung
Irene Carlota Berta Lewy y Rodríguez wurde am 27. November 1907 in Madrid geboren, als zweite der drei Töchter einer asturischen Mutter, Carmen Rodríguez Nuñez und von Siegfried Levy Herzberg, einem jüdisch-polnischen Kaufmann. Irene besuchte die Deutsche Schule Madrid seit dem Kindergarten. Diese Ausbildung ermöglichte es Irene, mehrere Sprachen zu sprechen und eine ausgezeichnete Bildung zu erwerben. Im Alter von fünfzehn Jahren begann sie als Bibliothekarin und Übersetzerin von Santiago Ramón y Cajal zu arbeiten, für den sie Artikel aus internationalen Zeitschriften übersetzte.

### Großbritannien
Als ihr Vater 1914 gestorben war, vermietete ihre Mutter, um zusätzliches Geld zu verdienen, Zimmer in ihrem Haus in Madrid. So lernte sie 1922 im Alter von 15 Jahren César Falcón, einen peruanischen Journalisten und sozialistischen Aktivisten, kennen. Im Jahr 1925 wurde Falcón als Korrespondent nach London entsandt und Irene beschloss, ihn gegen den Willen ihrer Mutter zu begleiten. Das Paar ging nach Edinburgh, da Irene noch minderjährig war und nur in diesem Land heiraten konnte. Dort nahm sie den Nachnamen ihres Mannes an, weshalb sie in vielen Dokumenten als Irene Falcón auftaucht. Während sie später in London lebte, wurde ihr einziger Sohn, Mayo Falcón, 1926 geboren. Dort begann sie 1926 Artikel in El Sol, La Voz und Mundo Obrero zu veröffentlichen und unterzeichnete sie mit Irene Falcón, Irene de Falcón oder IdF.

### Arbeit in der Spanischen Republik
Zwischen 1933 und 1935 arbeitete sie auch an der Zeitschrift Cultura integral y femenina mit, einer Zeitschrift, die alle Arten feministischer Vereinigungen umfasste, ob rechts oder extrem links. Sie verteidigte die Emanzipation der Frau durch Erziehung, Kultur und Bildung. Nach einer Ausweisung aus Großbritannien ging die Familie nach Frankreich, wenige Tage vor Ausrufung der Zweiten Republik kehrte sie nach Spanien zurück.
In den Jahren der Republik gründete Falcón mit ihrem Mann das Proletarische Theater, das in vielen Städten Spaniens auftrat. Irene Falcón schrieb auch Theaterstücke, El tren del escaparate (1933), La Conquista de la Prensa.
Neben dem Theater, beteiligte sie sich auch an der Gründung des Verlags Historia Nueva, der Organisation Mujeres Antifascistas und der Partei Izquierda Revolucionaria y Antiimperialista (IRYA). 1932 schloss sich ihre Partei der PCE an. Als sie 1934 für die Zeitung Mundo Obrero arbeitete, lernte sie die kommunistische Politikerin Dolores Ibárruri kennen, mit der sie zu arbeiten begann. Beide waren in der Frauenkommission der PCE und in der Union Antifaschistischer Frauen. Im November 1934 ging Falcón als Korrespondentin für Mundo Obrero nach Moskau. Dort arbeitete sie auch bei „Ediciones en lengua española (Ausgaben in spanische Sprache)“ u. a. mit Wenceslao Roces zusammen. 1937 kehrte sie zurück und wurde Dolores Ibárruris wichtigste Mitarbeiterin bis zu ihrem Tod 1989.

### Jahre des Exils
Nach dem Spanischen Bürgerkrieg lebte sie zunächst im stalinistischen Russland, wo sie über Radio España Independiente (REI) als Korrespondentin für PCE in Moskau arbeitete. Während des Exils litt auch sie unter den stalinistischen Säuberungen. Bedřich Geminder (1901–1952), Leiter der internationalen Abteilung des Sekretariats des ZK der KSČ, ihr Partner, wurde im Zuge des Slánský-Prozesses am 24. November 1951 verhaftet und in einem Schauprozess mit antisemitischen Zügen zum Tode verurteilt.
Trotz des offensichtlichen Unrechts bekannte sie sich als „gläubige“ Kommunistin.
„Gerade dank der großen, schmerzlichen Lehren, die der XX. und XXI. Parteitag der KPdSU aus der Zeit des Kultes [um die Person Stalins; C.S.] gezogen haben, haben wir uns vom blinden, unwissenschaftlichen Glauben frei gemacht und wurde der Glaube in uns bestärkt, den Marx gemeint hat, als er davon sprach, daß die Kommunisten, den Himmel zu erstürmen vermögen. Wenn dieser Glaube erkaltet, wenn man zu zweifeln beginnt, wenn man zum Skeptiker wird, ist das der Anfang vom Ende eines Kommunisten. So ist es nun einmal.“

### Rückkehr nach Spanien

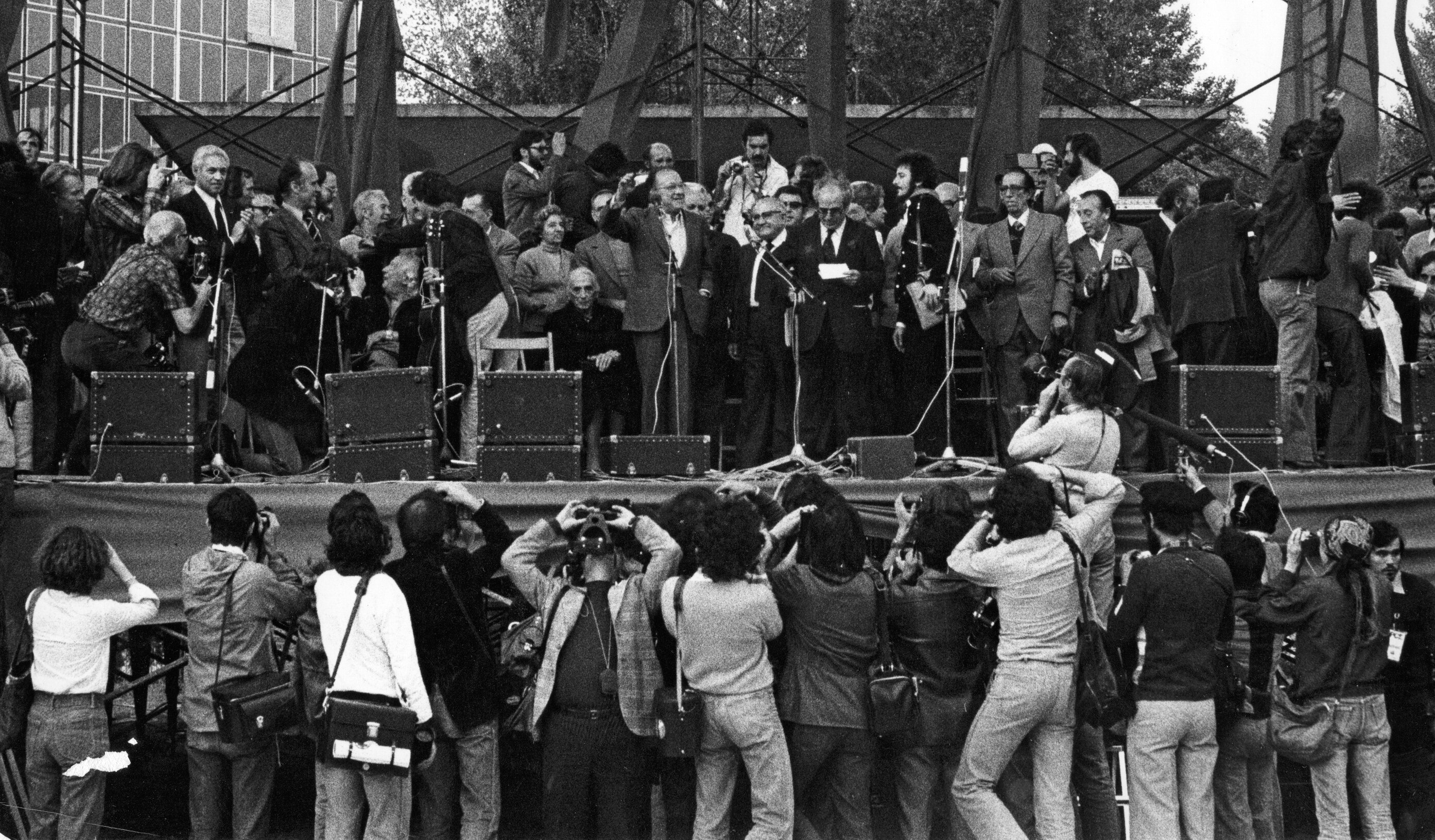
Fest der PCE 1977 in der Casa de Campo. Links hinter Dolores Ibarruri(sitzend) Irene Falcón(stehend).

Im Mai 1977 kehrte sie nach der Amnestie nach Spanien zurück und begann bei der Dolores Ibárruri Fundación zu arbeiten.
1996 veröffentlichte sie das Buch Salto al cielo. Mein Leben mit Pasionaria, das als ihre Erinnerungen gilt. Sie starb 1999.

## Veröffentlichungen
- Irene Falcón: Spanien. Ed. Prométhée, Paris 1938
- Irene Falcón mit Manuel Jiménez und Jesús Montero: Asalto a los cielos : mi vida junto a Pasionaria. Temas de Hoy, Madrid 1996, ISBN 84-7880-702-0